# Cimitero di San Michele agli Scalzi
Il cimitero di San Michele degli Scalzi è situato nel quartiere di Cisanello della città di Pisa.

## Storia
Ricevuto l'incarico di procedere all'ampliamento del cimitero di San Michele, Massimo Carmassi inizia gli studi di fattibilità nel 1978 e appronta il progetto esecutivo nel 1979. I lavori sono avviati di lì a poco e conclusi, per i lotti previsti, nel 1981 (la porzione meridionale, nella quale dovevano trovare posto un corpo scale di collegamento ai ballatoi, un passaggio coperto a pianta curvilinea e i tre volumi dei servizi, ad intersezione con la porzione sudoccidentale delle vecchie cappelle, deve ancora essere realizzata), mentre non è ancora conclusa la sistemazione del recinto semicircolare contenente i sepolcri in marmo.

## Descrizione
Il cimitero è situato in un'area di espansione posta al margine orientale dell'abitato urbano, in prossimità del borgo di Cisanello, un tempo nucleo autonomo ed oggi conurbato nel tessuto periferico della città. Il complesso, ben riconoscibile dall'asse viario a collegamento con la città, è collocato all'interno di una vasta area, un tempo adibita a uso agricolo e oggi incolta, circondata da complessi a uso residenziale di recente costruzione. A esso si accede sul fronte sud tramite un viale di pertinenza, ortogonale a via Parigi, che immette in un'area a parcheggio e successivamente nel recinto mortuario. Nel complesso l'impianto ad "U" del cimitero, definito a seguito dell'ampliamento carmassiano che ha introdotto a nord il recinto murario delle cappelle e a est il loggiato dei loculi, si configura come una sorta di cittadella murata, segno isolato e chiuso nel panorama urbano circostante.
I volumi progettati da Carmassi si attestano attorno al preesistente cimitero, caratterizzato da un recinto a trama ortogonale contenente le tombe e, definito, sul lato occidentale, dal corpo delle cappelle. L'architetto pisano ricuce e richiude tale spazio tramite l'inserimento a nord di un percorso curvilineo che definisce, verso sud, uno spazio erboso (sorta di recinto pagano) in cui sono collocati sepolcri in marmo a forma di puri parallelepipedi e attorno al quale si distribuiscono, ruotati di 45¡ gradi, i volumi contenenti le cappelle di famiglia; sul lato est è invece collocato un corpo longitudinale a ballatoio, a volumetria compatta sviluppata su due piani, contenente i loculi. A raccordo tra i due fronti è posto un volume articolato, con una porzione semicilindrica e una grande apertura circolare di kahniana memoria, ospitante la rampa e la scala di accesso al ballatoio. Sul lato sud, non ancora realizzato, è ipotizzato il collegamento, tramite un passaggio curvilineo e con copertura trasparente, tra il volume di servizio ai colombari, curvilineo e con fronte orientale scandito da quattro colonne, e i tre volumi dei servizi posti a raccordo, diagonale e ortogonale, con i preesistenti colombari: una cortina di cipressi, non ancora messi a dimora, connota i tre fronti interni dell'intervento di Carmassi.
Il corpo delle cappelle è caratterizzato da volumi stereometrici con setti murari in laterizio che, fruiti dal percorso, danno l'impressione di quinte sceniche che rimandano ai bozzetti di un Craig o di un Roller: a rafforzare l'idea delle componenti sceniche contribuisce la differente visione di tali volumi nei due sensi di percorrenza (pure cortine di mattoni in un senso, superfici vetrate e riflettenti nell'altro) dovuta al particolare disegno delle cappelle: pavimento e due muri esterni in mattoni, altri due muri e soffitto in vetro. Il corpo dei colombari si connota invece, verso il recinto cimiteriale, per il lungo fronte in mattoni, interrotto ritmicamente dalle aperture finestrate sui due piani e, sul lato opposto, per il ballatoio in acciaio con copertura trasparente che distribuisce alle varie stanze sulle cui pareti sono situati i forni, tale articolazione evocando più l'architettura residenziale che non quella funeraria. A est dei colombari è collocato, su tre diversi livelli rivestiti a ghiaia e terra e racchiuso da un muro di recinzione in mattoni, lo spazio per le tombe: queste sono caratterizzate tutte dal medesimo disegno con lastra e stele in marmo di semplice foggia geometrica.
Nonostante la giovane età, il complesso versa già in mediocri condizioni, vuoi per la scarsa manutenzione vuoi, soprattutto, per il fenomeno di espulsione di sale da parte del laterizio, che conferisce un aspetto degradato alla muratura. La scelta di semplicità, e di notevole forza poetica, che Carmassi ha operato nel disegno delle tombe e delle cappelle è in parte affievolita dalla trasformazione, inevitabile, che esse hanno subito nell'uso: le cappelle trasparenti del percorso circolare ad esempio sono state trasformate in piccole stanze da appartamento, con tanto di arredo personalizzato.

## Fortuna critica
Come sottolineato dalla critica, in San Michele Carmassi ha sperimentato soluzioni tipologiche e formali che saranno poi riprese e perfezionate nel cimitero di San Piero a Grado, di 5 anni successivo: ambedue ripropongono l'immagine della città storica, dei "luoghi murati" dalle caratteristiche urbane (strade, piazze, logge, prospettive ora aperte ora chiuse) e si caratterizzano, come ricorda Acocella (1992), per la presenza dell'elemento comune del muro recinto, segno di separazione, evidente e marcato, fra interno e esterno che ripropone il rapporto città campagna tipico della città murata, segnando l'esattezza di un confine, di un limite posto a marcare la natura specifica del luogo delle sepolture attraverso immagini severe.
Secondo Irace (1986) l'intervento di Carmassi denota una forte e chiara scelta progettuale e si configura come un tentativo di articolare attorno al preesistente segni e forme di un'ipotetica città dei vivi e dei morti, laddove i materiali cadenzano un linguaggio di forme primarie che si riallaccia all'insegnamento di Kahn e all'operosità di Botta. Assai interessante la considerazione di Matteoni (1989) che dell'intervento sottolinea la componente scenografica, il dispiegarsi di elementi che mettono in scena un simulacro di città ma che ne negano l'ordine gerarchico degli spazi.